# Alex Friedrich
Alexander W. Friedrich (* 23. Februar 1971 in Nürnberg) ist ein deutscher Mediziner, Medizinischer Mikrobiologe und Hygieniker, Facharzt für Medizinische Mikrobiologie und Infektionsepidemiologie und Hochschullehrer an der Universität Münster. Seit dem 1. Januar 2022 ist Alex W. Friedrich Ärztlicher Direktor und Vorstandsvorsitzender des Universitätsklinikums Münster und Professor an der medizinischen Fakultät der Universität Münster.

## Leben und Wirken
Friedrich studierte von 1990 bis 1997 Humanmedizin an den Universitäten Würzburg, Coimbra und Rom. 1998 wurde er von der Universität Würzburg mit der Schrift Untersuchungen zur Epidemiologie und genotypischen Variabilität von fluorchinolonresistenten Erregern nosokomialer Infektionen zum Dr. med. promoviert und 1999 als Arzt voll approbiert. Anschließend war er als Assistenzarzt an den Instituten für Hygiene und Mikrobiologie an der Universität Würzburg, am Institut für Hygiene und am Institut für Medizinische Mikrobiologie der Universität Münster und des Universitätsklinikums Münster sowie an der Klinik für Infektionskrankheiten am Universitätsklinikum Münster tätig. 2004 wurde er Facharzt für Mikrobiologie und Infektionsepidemiologie und 2005 von der Deutschen Gesellschaft für Infektiologie als Infektiologe anerkannt. Er ist Mitglied zahlreicher nationaler und internationaler Kommissionen und Fachgesellschaften und von 2016 bis 2024 im Vorstand der European Society of Clinical Microbiology and Infectious Diseases. 2006 habilitierte Friedrich sich an der Universität Münster und erhielt die Venia legendi für die Fächer Hygiene und Mikrobiologie.
Nach seiner Habilitation wurde Friedrich Oberarzt am Institut für Hygiene des Universitätsklinikums Münster. Seit 2011 hatte er den ordentlichen Lehrstuhl für Medizinische Mikrobiologie und Krankenhaushygiene an der Universität Groningen inne und war Direktor des gleichnamigen Instituts am Universitair Medisch Centrum Groningen. Außerdem war er mehrfach Leiter von mehreren EUREGIO-Projekten (EUREGIO MRSA-net, EurSafety Health-net, EurHealth-1Health, health-i-care), die eine verbesserte grenzübergreifende Zusammenarbeit zwischen den Niederlanden und Deutschland auf den gebieten Infektionsprävention/Antibiotikaresistenzen, OneHealth, Gesundheitsprävention und Präventionswirtschaft zum Ziel hatten.
Friedrichs Forschungsschwerpunkte liegen vor allem im Bereich der Medizinischen Mikrobiologie und Hygiene. Hier widmet er sich vor allem der medizinischen Mikrobiologie und Krankenhaushygiene, Antibiotikaresistenzen sowie Krankenhausinfektionen. Zu diesen Gebieten hat er bislang mehr als 270 wissenschaftliche Beiträge verfasst.

## Auszeichnungen
- 2008: Biomérieux-Diagnostik-Preis der Stiftung der Deutschen Gesellschaft für Hygiene und Mikrobiologie
- 2009: Hygiene-Preis der Rudolf-Schülke-Stiftung
- 2010: Preisträger Robert-Koch-Förderpreis
- 2012: Empfang des 1. Preises des Gesundheitspreises des Landes Nordrhein-Westfalen als Gesamtprojektleiter von EurSafety-Health-net
- 2014: Träger der Johann-Peter-Frank-Medaille des BVÖGD für besondere Verdienste um das öffentliche Gesundheitswesen in Deutschland
- 2019: Robert-Koch-Preis für Krankenhaushygiene und Infektionsprävention der Robert-Koch-Stiftung für seine bahnbrechenden Leistungen beim Aufbau von Präventionsnetzwerken zur Bekämpfung von multiresistenten Krankheitskeimen
- 2021: „Thomassen à Thuessinkpenning“ des UMCG
- 2021: Ernennung zum Ritter im Orden vom Niederländischen Löwen
- 2021: Bundesverdienstkreuz